# Клещево-Косьцерське
Клещево-Косьцерське (пол. Kleszczewo Kościerskie) — село в Польщі, у гміні Зблево Староґардського повіту Поморського воєводства.
Населення — 993 особи (2011).
У 1975-1998 роках село належало до Гданського воєводства.

## Демографія
Демографічна структура станом на 31 березня 2011 року:
|          | Загалом | Допрацездатний вік | Працездатний вік | Постпрацездатний вік |
| -------- | ------- | ------------------ | ---------------- | -------------------- |
| Чоловіки | 473     | 100                | 348              | 25                   |
| Жінки    | 520     | 117                | 343              | 60                   |
| Разом    | 993     | 217                | 691              | 85                   |